# Dana Carvey
Dana Thomas Carvey (Missoula, 2 giugno 1955) è un attore, comico e imitatore statunitense.

## Biografia
È il quarto dei cinque figli di Billie Dahl e William John "Bud" Carvey, entrambi insegnanti.
Attore televisivo statunitense, fisso al Saturday Night Live dal 1986 al 1993 (ha continuato con le "ospitate" abbastanza frequenti fino al 2006) e al The Dana Carvey Show, uno show tutto suo del 1996.
Ha riscosso una discreta notorietà con il ruolo di coprotagonista, accanto a Mike Myers, ne il film Fusi di testa del 1992, nei panni di Garth. Per la loro interpretazione in Wayne's World la coppia lo stesso anno si aggiudicò il premio MTV Movie Award alla miglior coppia.
Mentre la carriera cinematografica del socio ha avuto una vera impennata, dalla serie Austin Powers al doppiaggio di Shrek nell'omonima saga animata, ha cavalcato l'onda giusto per un paio di pellicole, per poi ritornare in televisione. Nel 2008 è apparso agli MTV Movie Awards 2008 dove ha duettato per una volta ancora con l'amico Mike Myers riproponendo in uno sketch i personaggi di Wayne e Garth a 15 anni di distanza.

## Vita privata
Incontrò per la prima volta la futura moglie Paula Zwagerman durante un'esibizione al The Other Cafe di San Francisco. I due si fidanzarono nel 1981 e si sposarono nel 1983. La coppia ebbe due figli: Dex (nato nel 1991, morto prematuramente per un'overdose accidentale di droga nel 2023), e Thomas (nato nel 1994).

## Filmografia

### Cinema
- Il signore della morte (Halloween II), regia di Rick Rosenthal (1981)
- This Is Spinal Tap, regia di Rob Reiner (1984)
- In gara con la luna (Racing with the Moon), regia di Richard Benjamin (1984)
- Due tipi incorreggibili (Tough Guys), regia di Jeff Kanew (1986)
- Un folle trasloco (Moving), regia di Alan Metter (1988)
- Cranium Command, regia di Jerry Rees, Gary Trousdale e Kirk Wise (1989)
- La fortuna bussa alla porta (Opportunity Knocks), regia di Donald Petrie (1990)
- Fusi di testa (Wayne's World), regia di Penelope Spheeris (1992)
- Fusi di testa 2 - Waynestock (Wayne's World 2), regia di Stephen Surjik (1993)
- Amnesia investigativa (Clean Slate), regia di Mick Jackson (1994)
- Morti di salute (The Road to Wellville), regia di Alan Parker (1994)
- Bufera in Paradiso (Trapped in Paradise), regia di George Gallo (1994)
- Little Nicky - Un diavolo a Manhattan (Little Nicky), regia di Steven Brill (2000)
- Il maestro cambiafaccia (The Master of Disguise), regia di Perry Andelin Blake (2002)
- Jack e Jill (Jack and Jill), regia di Dennis Dugan (2011)
- Pets - Vita da animali (The Secret Life of Pets), regia di Chris Renaud (2016) - voce
- Pets 2 - Vita da animali (The Secret Life of Pets 2), regia di Chris Renaud (2019) - voce

### Televisione
- Alone at Last - film TV, regia di Peter Baldwin (1980)
- Un ragazzo come noi (One of the Boys) - serie TV, 13 episodi (1982)
- Tuono blu (Blue Thunder) - serie TV, 11 episodi (1984)
- Slickers - film TV, regia di Tom Trbovich (1985)
- Just Shoot Me! - serie TV, episodio 2x22 (1998)
- LateLine - serie TV, episodi 1x1 e 2x2 (1998-1999)
- Due fantagenitori (The Fairly OddParents) - cartone animato, episodio 7x13 (2010) - voce
- Good Vibes - serie TV, episodio 1x3 (2011)
- Rick and Morty - serie animata, episodio 1x03 (2013)

### Sceneggiatore
- Il maestro cambiafaccia (The Master of Disguise), regia di Perry Andelin Blake (2002)

## Doppiatori italiani
Nelle versioni in italiano delle opere in cui ha recitato, Dana Carvey è stato doppiato da:
- Pino Ammendola in Fusi di testa, Fusi di testa 2 - Waynestock
- Tonino Accolla in Due tipi incorreggibili
- Marcello Cortese in Un folle trasloco
- Francesco Fagioli in Morti di salute
- Marco Ioannucci in Tuono blu
- Pino Insegno in Amnesia investigativa
- Fabrizio Vidale in Bufera in paradiso
- Nanni Baldini ne Il maestro cambiafaccia
- Roberto Chevalier in Amnesia investigativa (ridoppiaggio)

Da doppiatore è sostituito da:
- Carlo Valli in Pets - Vita da animali, Pets 2 - Vita da animali
- Danilo De Girolamo in Due Fantagenitori